# نسخونس
نسخونس (الشخص الذي ينتمي إلى خونسو) كانت امرأة نبيلة من الأسرة الحادية والعشرين، وأول امرأه تحمل لقب نائبة الملك في كوش، وزوجة الكاهن الأكبر لآمون بينوزم الثاني.

## حياة
نسخونس هي ابنةُ كبير كهنة آمون، سمندس الثاني، وزوجته الثانية تخنتدجيهوتي. وأول امرأة تحمل لقب نائب الملك في كوش، كما ارتقت نسخونس إلى منصب رئيسة حريم آمون رع البارز من خلال زواجها من عمها بينوزم الثاني، الذي خَلَف والدها في منصب رئيس كهنة آمون. ومن المعروف أن الزوجين كان لهما أربعة أطفال. ولدان: تجنيفر وماساهارتا، وابنتان: إيتاوي ونستانبيتاشرو. وقد صُدِّقَت أسمائهم على مرسوم مكتوب على لوح خشبي وُضِع في قبرها لضمان سلامتها في الآخرة، ومنعها من إيذاء زوجها وأولادها. وهذا يشير إلى وجود مشاكل عائلية في وقت قريب من وفاتها.

## مومياء

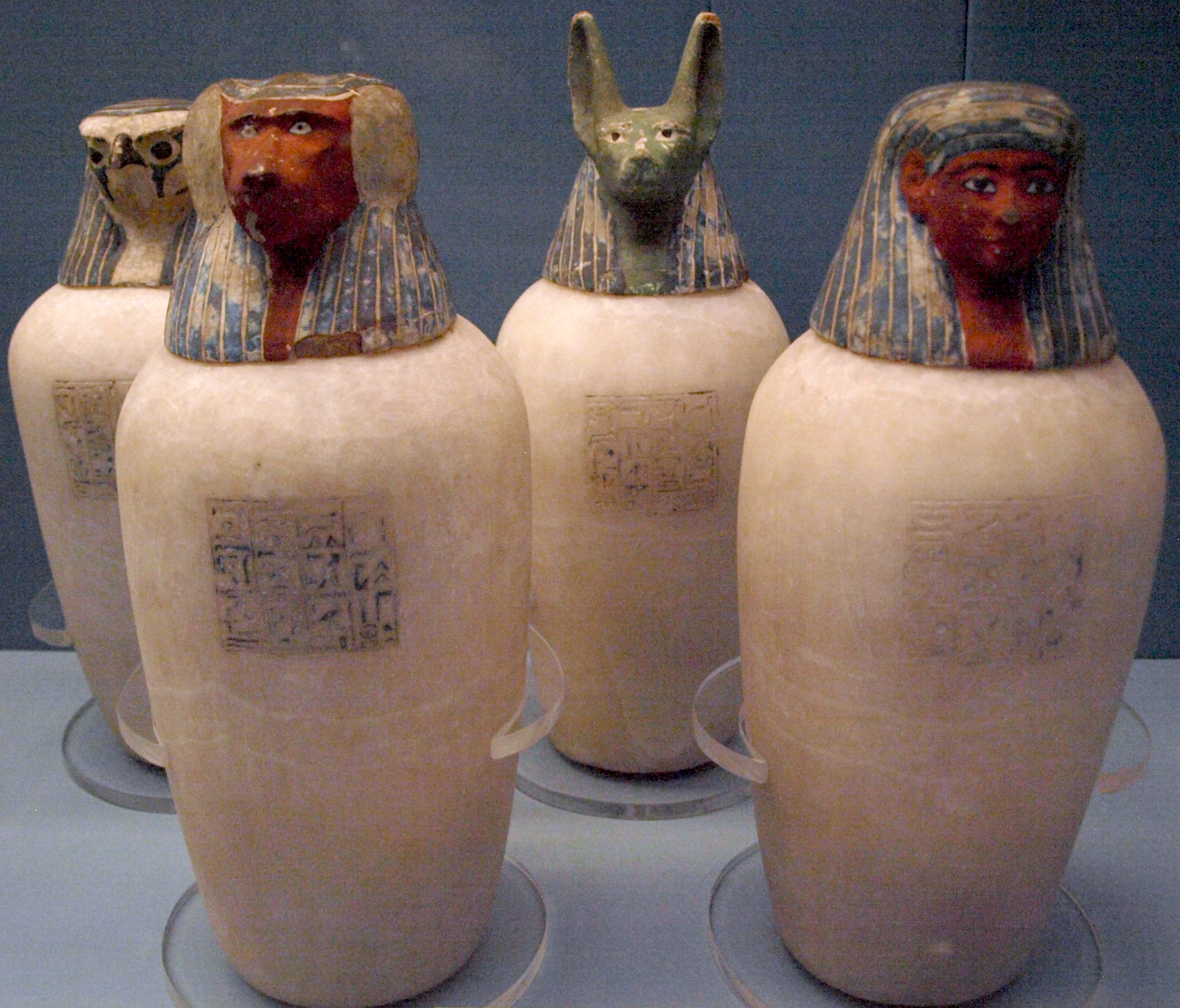
الأواني الكانوبية الخاصة بنخسونس الآن في المتحف البريطاني.

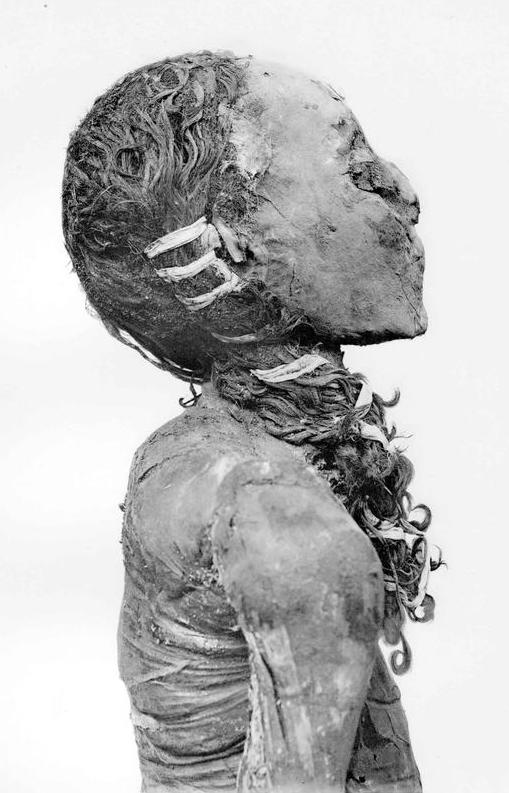
مومياء نسخونس

تحمل مومياء نسخونس رقم "CG 61095". وقد قام جاستون ماسبيرو بفك غلافها جزئيًا في 27 يونيو عام 1886، بينما بعد مرور عشرين عامًا، قام ج. إليوت سميث بإزالة ما تبقى من الأغلفة. لم يكن لدى نسخونس أي شعر رمادي، لذا فمن المحتمل أنها ماتت صغيرة؛ وفقًا لسميث، كانت إما حامل أو تلد عند وفاتها. سُرقت الزخرفة الذهبية لنعشها في العصور القديمة. وقد سرق جعران قلبها من قبل عائلة عبد الرسول من لصوص القبور، ولكن استُعِيد ونُقِل إلى المتحف البريطاني.